# Педро Аморім
Педро Аморім Дуарте (порт. Pedro Amorim; 13 жовтня 1919, Сеньйор-ду-Бонфін — 25 вересня 1989, Сеньйор-ду-Бонфін) — бразильський футболіст, нападник.

## Біографія
Педро Аморім Дуарте народився 13 жовтня 1919 року в родині багатого бразильського підприємця і землевласника в містечку Сеньйор-ду-Бонфін, що знаходиться в штаті Баїя.
В юному віці, Педро Аморім їде в Салвадор, де навчається в школі салезіанців, там же він бере участь в футбольних змаганнях, включаючи перемогу з аматорською командою на турнірі «Тріколор да Боа Терра». Педро Аморім проходить перегляд в місцевому гранді, клубі «Баїя», де грав за молодіжний склад, але, отримавши удар м'ячем, знепритомнів на полі й керівники клубу вирішили не ризикувати здоров'ям хлопчика і заборонили йому грати у футбол. Педро Аморім рік не виступав на змаганнях, але любов до футболу перемогла і в 1938 році, після перегляду в клубі «Ботафого», він стає гравцем клубу, виступаючи на правому фланзі нападу.
Через два роки гри в «Ботафого», Педро Аморім переходить в один з найсильніших клубів Бразилії — «Флуміненсе». На початку кар'єри в новій команді Педро Аморім часто залишався на лаві запасних, але потім став проявляти себе і завоював місце в основі «Флу», але ця ситуація тривала недовго: в 1939 році, у грі з «Мадурейрою», Педро Аморім зазнав важкої травми від футболіста «Маду», Рубенса, і надовго вибув з футболу. Він відновився лише до кінця 1941 року, але відразу став показувати високий клас гри і вперше був викликаний в збірну країни. У 1946 році, коли «Флу» виграв свій черговий титул чемпіона Ріо, Педро Аморім знову зазнав важкої травми, потім довго лікувався, пробував виходити на поле в 1947 році, але безрезультатно. Того ж року Педро Аморім завершив спортивну кар'єру. Всього за «Флу» Педро Аморім забив 188 голів у 310 іграх.
Покинувши футбол, Педро Аморім став працювати лікарем у рідному місті Сеньйор-ду-Бонфін, де й помер у віці 69 років.

## Нагороди
- Чемпіон штату Ріо-де-Жанейро: 1940, 1941, 1946
- Бронзовий призер Чемпіонату Південної Америки: 1942